# ATP Challenger Modena
Der ATP Challenger Modena (offiziell: Modena Challenger) ist ein Tennisturnier, das zunächst 1989 einmal in Modena, Italien, stattfand. Seit 2023 findet erneut ein Turnier dort statt. Es gehört zur ATP Challenger Tour und wird im Freien auf Sand gespielt.

## Liste der Sieger
Simone Colombo gewann im Einzel und Doppel je die einzige Austragung und ist damit einziger mehrfacher Gewinner.

### Einzel
| Jahr                         | Sieger               | Finalgegner         | Ergebnis        |
| ---------------------------- | -------------------- | ------------------- | --------------- |
| 2025                         | Stefano Travaglia    | Thiago Seyboth Wild | 6:4, 6:3        |
| 2024                         | Albert Ramos Viñolas | Federico Arnaboldi  | 6:4, 3:6, 6:2   |
| 2023                         | Emilio Nava          | Titouan Droguet     | 6:75, 7:66, 6:4 |
| 1990–2022: nicht ausgetragen |                      |                     |                 |
| 1989                         | Simone Colombo       | Nevio Devide        | 4:6, 6:3, 6:0   |

### Doppel
| Jahr                         | Sieger                                         | Finalgegner                           | Ergebnis         |
| ---------------------------- | ---------------------------------------------- | ------------------------------------- | ---------------- |
| 2025                         | Federico Agustín Gómez Luis David Martínez (2) | Johannes Ingildsen Miloš Karol        | 7:5, 7:65        |
| 2024                         | Jonathan Eysseric George Goldhoff              | Andre Begemann Patrik Niklas-Salminen | 6:3, 3:6, [10:8] |
| 2023                         | William Blumberg Luis David Martínez (1)       | Roman Jebavý Wladyslaw Manafow        | 6:4, 6:4         |
| 1990–2022: nicht ausgetragen |                                                |                                       |                  |
| 1989                         | Simone Colombo Nevio Devide                    | Corrado Aprili Massimiliano Narducci  | 3:6, 6:1, 7:6    |